# Baía de Meclemburgo

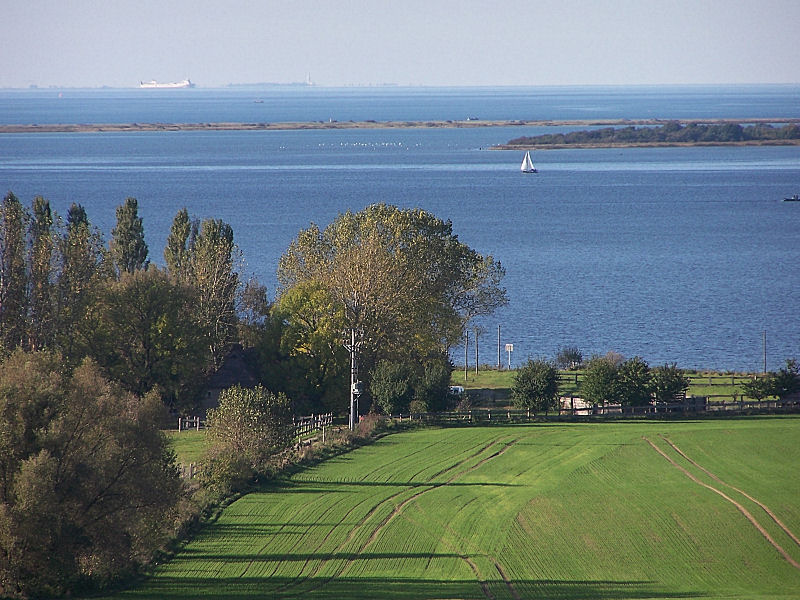
Vista da baía de Mecklemburgo

A baía de Mecklemburgo (em alemão:  Mecklenburger Bucht ou Mecklenburgische Bucht) é uma grande baía no sudoeste do mar Báltico, indo da baía Fehmarn até Darß na península de Fischland-Darß-Zingst, abrangendo as costas alemã e dinamarquesa. Inclui a baía de Lübeck e a baía de Wismar. É na baía de Mecklemburgo que estão situadas Lübeck e Rostock.

## Blinkerwall
Em 2021, cientistas a bordo de um navio de investigação notaram uma extensão submersa de pedras a quase 21 metros de profundidade na baía de Mecklenburg. Depois de examinarem o local, em 2024, os investigadores dizem que a observação incidental pode ser a mais antiga megaestrutura construída por humanos na Europa: um muro construído por caçadores da Idade da Pedra para ajudar a capturar presas.
A parede de 971 metros foi descoberta no fundo do mar a uma profundidade de 21 metros, a 10 quilômetros da costa  foi  chamada de "Blinkerwall" por seus descobridores, a parede tem cerca de 1 metro de altura. Sua direção muda quando encontra uma série de pedras maiores (pesadas demais para serem movidas por humanos). Isto sugere que as pedras menores foram posicionadas intencionalmente para ligá-las. No total, as pedras do muro pesam mais de 142 toneladas. Acredita-se que seja a megaestrutura mais antiga da Europa (com cerca de 10.000 anos) e pode ter sido usada por caçadores-coletores como pista de condução para a perseguição de rebanhos de renas.